# Dicranomyia cerbereana
Dicranomyia cerbereana är en tvåvingeart som först beskrevs av Alexander 1929.  Dicranomyia cerbereana ingår i släktet Dicranomyia och familjen småharkrankar. Inga underarter finns listade i Catalogue of Life.